# Štáblovice (przystanek kolejowy)
Štáblovice – przystanek kolejowy w Štáblovicach, w kraju morawsko-śląskim, w Czechach. Znajduje się na wysokości 285 m n.p.m. i leży na linii kolejowej nr 314.